# Regent Airways
Regent Airways (бенг. রিজেন্ট এয়ারওয়েজ) — частная авиакомпания Бангладеш со штаб-квартирой в городе Дакка, принадлежащая холдингу компаний Habib Group. Портом приписки перевозчика и её главным транзитным узлом (хабом) является международный аэропорт Шахджалал в Дакке.
Regent Airways эксплуатирует пять самолётов самолётов на девяти регулярных маршрутах в пределах страны.

## История
Авиакомпания была основана в 2010 году и начала операционную деятельность 10 ноября того же года. В июне 2013 года Regent Airways планирует получить два лайнера Boeing 737-700 в рамках шестилетнего лизингового контракта с ILFC и открыть на них несколько международных маршрутов.
В планах Regent Airways открытие первого в стране ангара с полным спектром работ по техническому обслуживанию самолётов частных авиакомпаний. Ангар будет размещён на территории международного аэропорта Шахджалал, заняв площадь в 500 тысяч квадратных футов.

## Маршрутная сеть
Маршрутная сеть регулярных перевозок Regent Airways включал в себя пять пунктов назначения внутри страны.
В планах авиакомпании к концу июля 2013 года открыть регулярные маршруты в Куала-Лумпур, Бангкок, Сингапур, Гонконг и Калькутту.
| ^ | Хаб             |
| * | Запланированные |
| # | Прекращённые    |

## Флот
В декабре 2013 года воздушный флот авиакомпании Regent Airways составляли следующие самолёты:
В феврале 2014 года средний возраст самолётов Regent Airways составлял 11,5 года.